# Hoogovenstoernooi 1972
Het Hoogovenstoernooi 1972 was een schaaktoernooi dat plaatsvond in het Nederlandse Wijk aan Zee. Het werd gewonnen door Lajos Portisch.

## Eindstand
| Nr.    | Speler              | Punten |
| ------ | ------------------- | ------ |
| Goud   | Lajos Portisch      | 10½    |
| Zilver | Arturo Pomar        | 9      |
| Zilver | Vlastimil Hort      | 9      |
| 4      | Walter Browne       | 8½     |
| 5      | Vladimir Savon      | 8      |
| 5      | Vasili Smyslov      | 8      |
| 7      | Pal Benko           | 7½     |
| 7      | Borislav Ivkov      | 7½     |
| 7      | Jan Smejkal         | 7½     |
| 10     | Rob Hartoch         | 7      |
| 10     | Hans Ree            | 7      |
| 10     | Johannes Donner     | 7      |
| 13     | Ljubomir Ljubojević | 6      |
| 13     | Jan Timman          | 6      |
| 13     | András Adorján      | 6      |
| 16     | Kick Langeweg       | 5½     |